# 프라임 컴퓨터

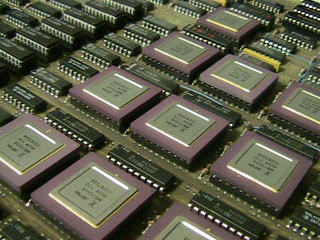
프라임 미니컴퓨터의 CPU 보드의 일부

프라임 컴퓨터(Prime Computer, Inc.)는 1972년부터 1992년까지 매사추세츠주 나티크에 기반을 둔 미니컴퓨터 생산업체였다. PC의 출현과 미니컴퓨터 산업의 쇠퇴로 인해 프라임은 1990년대 초에 시장에서 퇴출되었고 2009년 말에는 프라임이 시장에서 퇴출되었다. 2010년 PRIME 및 PRIMOS 상표는 더 이상 존재하지 않는다.
대체 철자 "PR1ME" 및 "PR1MOS"는 회사에서 브랜드 이름이나 로고로 사용되었다.